# Heterospilus prodoxi
Heterospilus prodoxi är en stekelart som först beskrevs av Riley 1880.  Heterospilus prodoxi ingår i släktet Heterospilus och familjen bracksteklar. Inga underarter finns listade i Catalogue of Life.